# Julio de Alejandro de Médici

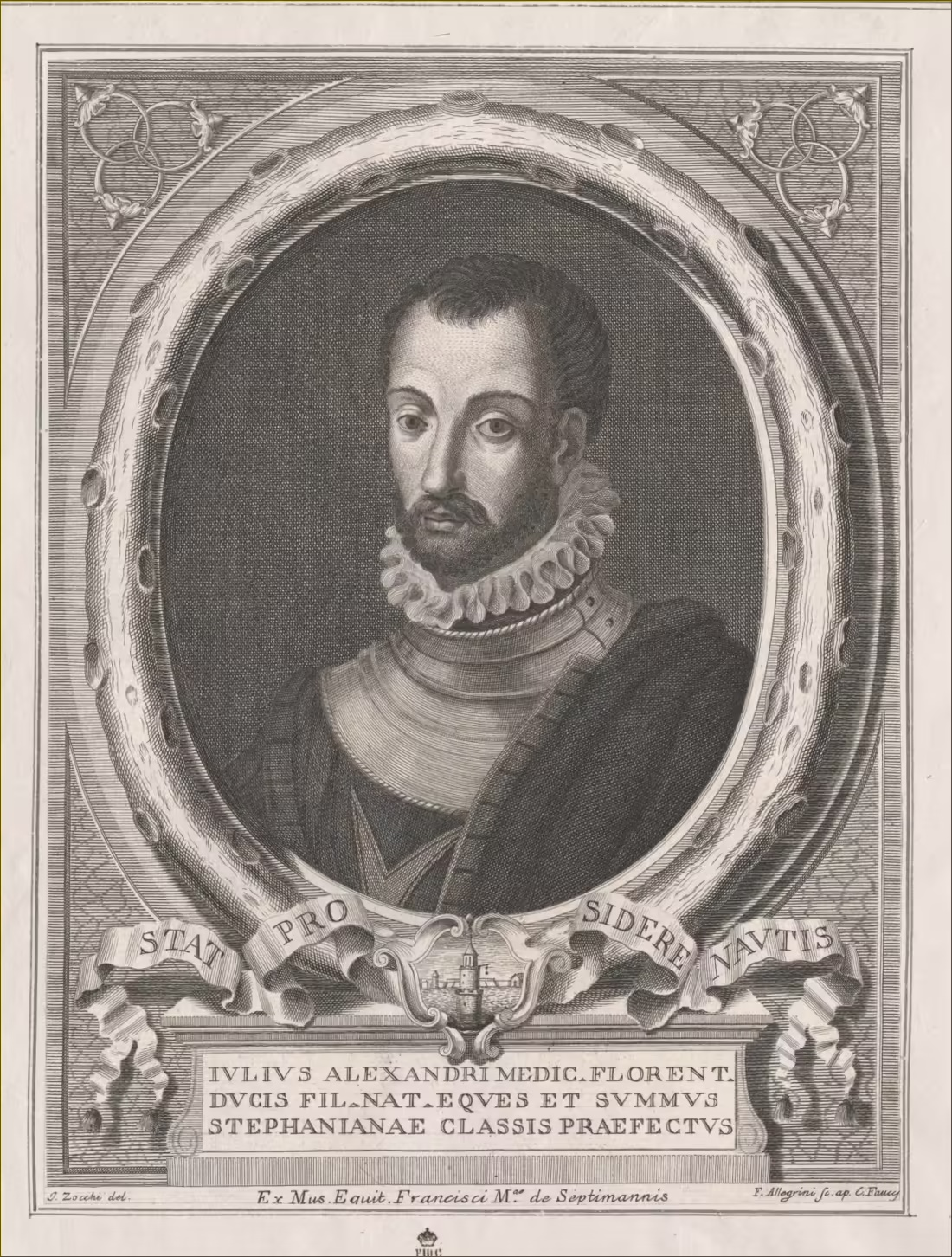
Retrato de Julio Alejandro Médici, grabado de Francesco Allegrini (1729-1785) por dibujo de Giuseppe Zocchi (c. 1716-1767), impreso por Carlo Faucci (1729-1784)

Julio de Médici (Prato, ¿1533?-Pisa, 1598) fue un embajador y almirante italiano.

## Biografía
Fue hijo ilegítimo de Alejandro de Médici, duque de Florencia y de su amante Taddea Malespina. No está claro la fecha exacta de su nacimiento, pero se remonta alrededor de 1533. 
Su padre murió cuando apenas era un niño y fue puesto bajo los cuidados de Alejandro Vitelli y del cardenal Cybo. Fue excluido de cualquier sucesión en favor de Cosme de Médici que a la fecha contaba con 17 años. Había prejuicios muy fuertes en contra de Julio, ya que era hijo ilegítimo de un hijo ilegítimo, además a causa de las pésimas acciones políticas de su padre, se optó por buscar a otro familiar para sucederlo como Duque de Florencia.
Sin embargo, sus tutores tenían como plan levantarlo como futuro candidato al Ducado. Cosme, al descubrirlo, decide tomar bajo su propia protección al pequeño, teniendo siempre bajo sus ojos a este pretendiente lejano, hasta que pudo respirar tranquilo cuando recibió del Emperador Carlos V la declaración de excusión de cualquier otro Médici al Ducado.
Cuando quedó claro que el joven Julio reconocía la autoridad de Cosme, él lo nombró Primer Caballero de la Orden Militar de San Esteban en 1562, fundado por el Duque para combatir a los piratas y moros del Mar Mediterráneo. Como Almirante fue enviado a prestar socorro a los Caballeros de la  Orden de Malta durante el Sitio de Malta en 1565.
Cumplió con el rol de Embajador de Mantua en Roma desde 1565 a 1571 y acompañó a Cosme a su investidura como Gran Duque en 1573.
Se casó con Angélica Malaspina y tuvieron una hija, Catalina, quien se convertiría en monja benedictina del Monasterio de la Santísima Anunciada de Florencia.
Además tuvo dos hijos ilegítimos, Cosme a su vez Caballero de San Esteban y Juliano. 
Julio de Médici fue sepultado en la Iglesia de San Fernando en Pisa, que pertenecía a la Orden.